# 思へば遠し神の御代
思へば遠し神の御代 （おもえばとおしかみのみよ） は旧制第一高等学校の第九回紀念祭南寮寮歌。

## 基本データ
- 成立年: 明治32年 （1899年）
- 作詞者: 不明
- 作曲者: 「大捷軍歌・海城逆撃」の譜

## 影響
歌詞の一部がそのままストームの際の歌として使われた。また「大捷軍歌・海城逆撃」の譜は与謝野鉄幹「妻をめとらば」三高の「行春哀歌」にも使われた。